# Championnat d'Israël de basket-ball
Le championnat d'Israël de basket-ball ou Ligat HaAl (en hébreu : ליגת העל), ou également Israel Basketball Super League est la compétition de plus haut échelon des compétitions de basket-ball en Israël.
L'équipe ayant marqué le plus faible nombre de points est reléguée en Liga Leumit.

## Palmarès
- 1954 : Maccabi Tel-Aviv
- 1955 : Maccabi Tel-Aviv
- 1956 : Annulé (Crise de Suez)
- 1957 : Maccabi Tel-Aviv
- 1958 : Maccabi Tel-Aviv
- 1959 : Maccabi Tel-Aviv
- 1960 : Hapoël Tel-Aviv
- 1961 : Hapoël Tel-Aviv
- 1962 : Maccabi Tel-Aviv
- 1963 : Maccabi Tel-Aviv
- 1964 : Maccabi Tel-Aviv
- 1965 : Hapoël Tel-Aviv
- 1966 : Hapoël Tel-Aviv
- 1967 : Maccabi Tel-Aviv
- 1968 : Maccabi Tel-Aviv
- 1969 : Hapoël Tel-Aviv
- 1970 : Maccabi Tel-Aviv
- 1971 : Maccabi Tel-Aviv
- 1972 : Maccabi Tel-Aviv
- 1973 : Maccabi Tel-Aviv
- 1974 : Maccabi Tel-Aviv
- 1975 : Maccabi Tel-Aviv
- 1976 : Maccabi Tel-Aviv
- 1977 : Maccabi Tel-Aviv
- 1978 : Maccabi Tel-Aviv
- 1979 : Maccabi Tel-Aviv
- 1980 : Maccabi Tel-Aviv
- 1981 : Maccabi Tel-Aviv
- 1982 : Maccabi Tel-Aviv
- 1983 : Maccabi Tel-Aviv
- 1984 : Maccabi Tel-Aviv
- 1985 : Maccabi Tel-Aviv
- 1986 : Maccabi Tel-Aviv
- 1987 : Maccabi Tel-Aviv
- 1988 : Maccabi Tel-Aviv
- 1989 : Maccabi Tel-Aviv
- 1990 : Maccabi Tel-Aviv
- 1991 : Maccabi Tel-Aviv
- 1992 : Maccabi Tel-Aviv
- 1993 : Hapoël Galil Elyon
- 1994 : Maccabi Tel-Aviv
- 1995 : Maccabi Tel-Aviv
- 1996 : Maccabi Tel-Aviv
- 1997 : Maccabi Tel-Aviv
- 1998 : Maccabi Tel-Aviv
- 1999 : Maccabi Tel-Aviv
- 2000 : Maccabi Tel-Aviv
- 2001 : Maccabi Tel-Aviv
- 2002 : Maccabi Tel-Aviv
- 2003 : Maccabi Tel-Aviv
- 2004 : Maccabi Tel-Aviv
- 2005 : Maccabi Tel-Aviv
- 2006 : Maccabi Tel-Aviv
- 2007 : Maccabi Tel-Aviv
- 2008 : Hapoël Holon
- 2009 : Maccabi Tel-Aviv
- 2010 : Hapoël Galil Elyon
- 2011 : Maccabi Tel-Aviv
- 2012 : Maccabi Tel-Aviv
- 2013 : Maccabi Haïfa
- 2014 : Maccabi Tel-Aviv
- 2015 : Hapoël Jérusalem
- 2016 : Maccabi Rishon LeZion
- 2017 : Hapoël Jérusalem
- 2018 : Maccabi Tel-Aviv
- 2019 : Maccabi Tel-Aviv
- 2020 : Maccabi Tel-Aviv
- 2021 : Maccabi Tel-Aviv
- 2022 : Hapoël Holon
- 2023 : Maccabi Tel-Aviv
- 2024 : Maccabi Tel-Aviv

## Tableau d'honneur
| Club                  | Titres | Finalistes |
| --------------------- | ------ | ---------- |
| Maccabi Tel-Aviv      | 57     | 7          |
| Hapoël Tel-Aviv       | 5      | 22         |
| Hapoël Jérusalem      | 2      | 6          |
| Hapoël Galil Elyon    | 2      | 4          |
| Hapoël Holon          | 2      | 3          |
| Maccabi Haïfa         | 1      | 2          |
| Maccabi Rishon LeZion | 1      | 3          |
| Maccabi Ramat Gan     | 0      | 6          |
| Hapoël Eilat          | 0      | 1          |
| Bnei Herzliya         | 0      | 1          |